# 柔性台獨
柔性台獨，又稱軟性台獨、韌性台獨、隱性台獨、務實台獨、漸進式台獨，是中華人民共和國政治術語，是一種台獨類型。意指並未進行法理台獨，未公開宣稱要實施台獨，減少對中華人民共和國的直接衝撞，但拒絕接受中華人民共和國的一個中國原則，實際作為在於推動台獨。在中華民國總統蔡英文上任後，中國共產黨和中華人民共和國政府使用這個術語日漸增多，他們認為蔡英文推動去中國化、文化台獨，增進台灣外交等措施，實質上在推動台獨。柔性台獨與實質台獨的定義有重疊之處。

## 概論
在蔡英文總統於2016年上任後，中華人民共和國對台單位將台獨運動進一步細分出柔性、文化、戰略台獨等多項不同名詞，開始將蔡英文政府定位為柔性台獨。2017年在中國大陸舉辦的研討會中，中共中央台辦主任張志軍、全國台研會會長戴秉國等人認定民進黨政府為台獨政權，但因為蔡英文總統並未宣稱要進行台獨，將她定調為柔性台獨。前中共中央台辦副主任王在希認為蔡英文總統推動去中國化，民進黨台南市長賴清德推動台獨，比陳水扁總統還危險。
蔡英文政府稱並未進行柔性台獨，而是尊重台灣人民的選擇。